# Katja Demut

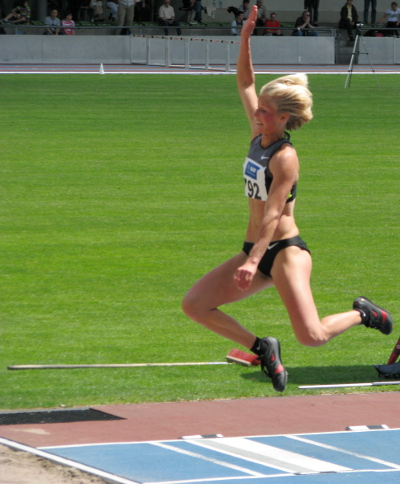
Katja Demut beim Olympiaqualifikationswettkampf 2012 in Mannheim

Katja Demut (* 21. Dezember 1983 in Schmölln) ist eine ehemalige deutsche Leichtathletin.

## Leben
Katja Demut wurde in den Jahren 2003 bis 2011 insgesamt neunmal Deutsche Meisterin bei den Freiluft- und Hallenmeisterschaften im Dreisprung.
Sie nahm auch am Dreisprungwettbewerb bei den Weltmeisterschaften 2009 in Berlin teil, konnte sich allerdings mit einer erzielten Weite von 11,38 m nicht für das Finale qualifizieren. Ende Januar 2011 verbesserte sie den von Petra Lobinger gehaltenen deutschen Hallenrekord in Chemnitz zunächst um neun Zentimeter auf 14,45 m und steigerte ihn zwei Wochen später in Düsseldorf auf 14,47 m. Bei den Halleneuropameisterschaften in Paris konnte sie nicht an diese Leistungen anknüpfen, als sie mit 13,81 m den Einzug in das Finale verpasste.
Im Juni 2011 sicherte Demut sich auch den nationalen Freiluftrekord im Dreisprung. Die bis dahin von Helga Radtke gehaltene Marke von 14,46 m, die sie in der Halle bereits übertroffen hatte, steigerte sie am Pfingstmontag beim Springer-Meeting in Wesel auf 14,57 m. 2012 qualifizierte sie sich für die Europameisterschaften in Helsinki, erreichte dort aber nicht das Finale.
Demut startete seit 2002 für den TuS Jena, dann den LC Jena. Bei einer Größe von 1,76 m beträgt ihr Wettkampfgewicht 60 kg. Trainiert wird sie von Michael Höhne. Sie absolvierte nach ihrem Schulabschluss eine Lehre zur Groß- und Außenhandelskauffrau, entschied sich aber mit dem Wechsel zur Sportfördergruppe der Bundeswehr in Frankenberg, der sportlichen Karriere den Vorzug zu geben. Zum 1. Januar 2016 wechselte sie zum Erfurter LAC. Anfang 2017 erklärte sie ihren Rücktritt vom aktiven Leistungssport, nachdem sie bereits im Oktober 2016 ein duales Studium in Gesundheitsmanagement aufgenommen hatte. Inzwischen arbeitet sie auf diesem Gebiet erfolgreich in Jena.

## Sportliche Erfolge
- 2003, 2007, 2008, 2009, 2010, 2011: 1. Platz Deutsche Meisterschaften im Dreisprung
- 2007, 2009, 2011: 1. Platz Deutsche Hallenmeisterschaften im Dreisprung

## Bestleistung
- Dreisprung (Freiluft): 14,57 m, erzielt am 13. Juni 2011 in Wesel
- Dreisprung (Halle): 14,47 m, erzielt am 11. Februar 2011 in Düsseldorf